# シエラマドレ山脈 (フィリピン)

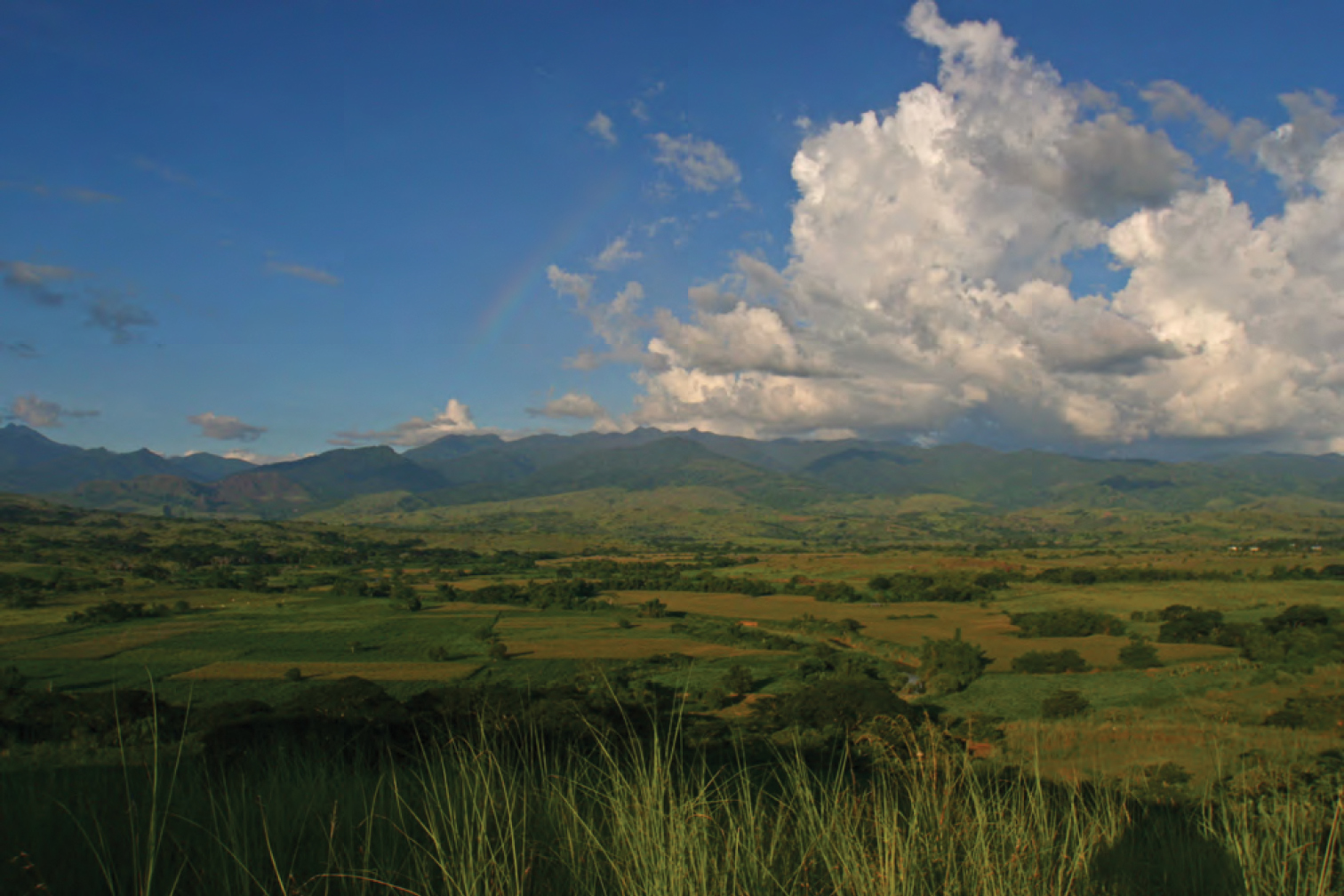
シエラマドレ山脈

シエラマドレ山脈（Sierra Madre）は、フィリピン北部ルソン島の東海岸沿いに伸びる山脈である。Sierra Madreはスペイン語で「母なる山脈」という意味を持つことから、単にシエラ・マドレ、或いはマドレ山脈とも表記される。1,500m級の山々が連なり、最南端のギワン山（Mt. Guiwan：1,915 m）が山脈内の最高峰である。山脈に並行してカガヤン川が北へと流れ、バブヤン海峡に注いでいる。